# Complejo uxorius
El complejo uxorius o complejo de uxorius, en Derecho de familia, designa al conjunto de tendencias normativas que llevan al legislador a dar a la mujer más derechos sobre la figura jurídica del matrimonio.
Jean Carbonnier señalaba que «las numerosas reformas que hizo en favor de las mujeres casadas le valieron a Justiniano el bello sobrenombre de Imperator Uxorius, el emperador de las esposas».
Modernamente, el complejo uxorius se manifiesta mediante la igualdad de derechos y deberes que tienen los cónyuges en la relación matrimonial y en la dirección de la familia, así como en la igualdad de autoridad en el ejercicio de la patria potestad.